# Raczkowy Potok

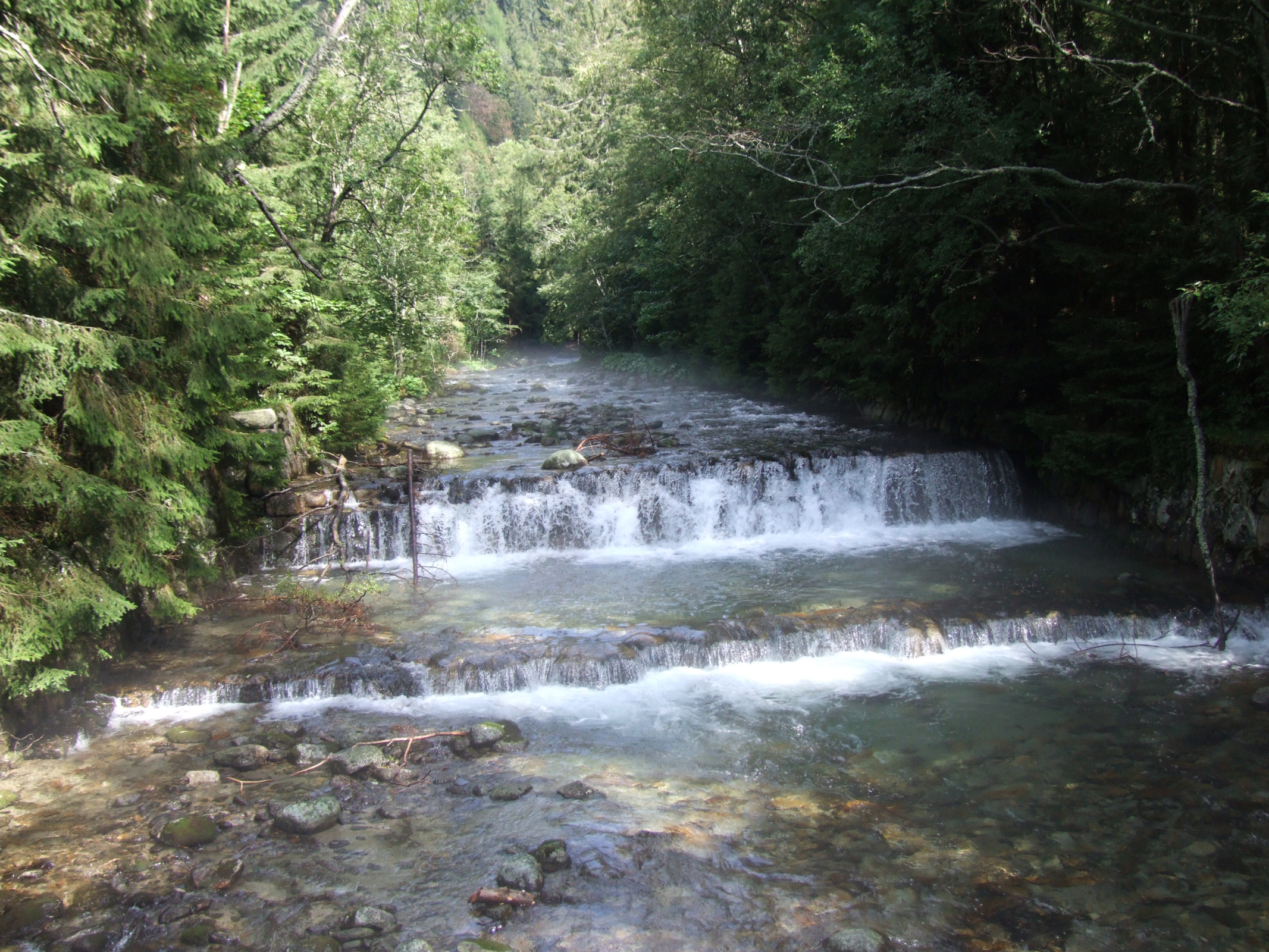
Raczkowy Potok u wylotu Doliny Wąskiej

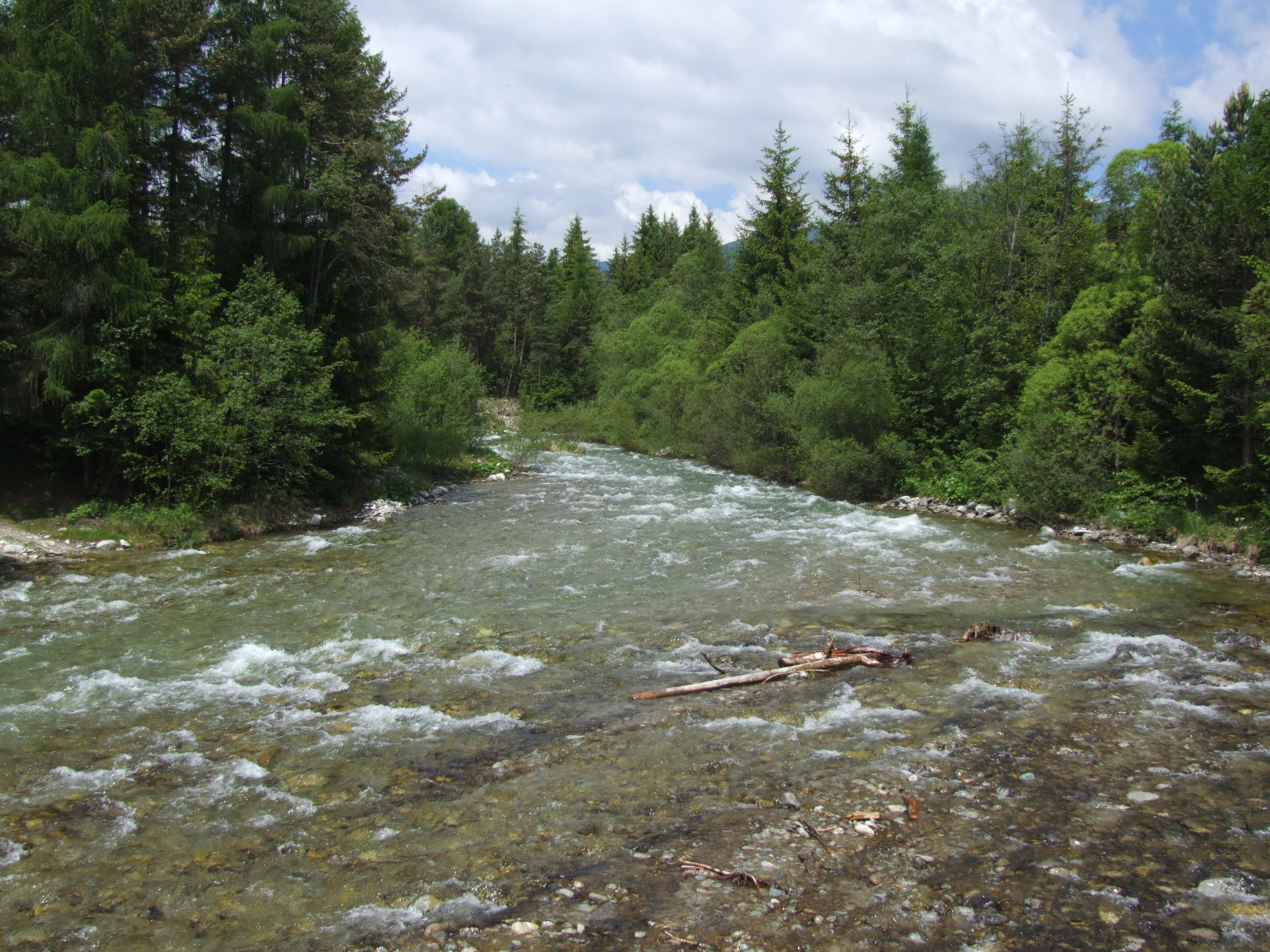
Raczkowy Potok w Przybylinie

Raczkowy Potok, Raczków Potok lub Raczkowa Woda (słow. Račkov potok, Račková) – duży potok w słowackich Tatrach Zachodnich. Wypływa z Raczkowych Stawów na wysokości 1697 m n.p.m. Poniżej dolnych stawków na pewnym odcinku zanika. Zasilony wodami Gaborowego Potoku spływa dnem Doliny Raczkowej, zbierając wodę z Otargańców i grani Bystrej. U wylotu Doliny Raczkowej, w dolnym końcu Niżniej Łąki, na wysokości 944 m n.p.m. łączy się z Jamnickim Potokiem. Płynie dalej Doliną Wąską, po czym opuszcza Tatry. Uchodzi do Białej Liptowskiej na wysokości 766 m n.p.m., na południowy wschód od Przybyliny, w pobliżu skansenu Muzeum Wsi Liptowskiej.
Stromy Raczkowy Potok tworzy liczne kaskady. Największa z nich to Raczkowa Siklawa. Potok opada tutaj kilkoma kaskadami z wysokiego progu Doliny Zadniej Raczkowej. Szlak turystyczny prowadzący z autokempingu „Raczkowa” do Raczkowych Stawów trzykrotnie przekracza Raczkowy Potok (mostkami).

## Szlaki turystyczne
– zielony szlak wiodący wzdłuż potoku drogą dojazdową z Przybyliny do autokempingu „Raczkowa”. Czas przejścia: 45 min w obie strony
  – niebieski szlak od autokempingu „Raczkowa” przy wylocie Doliny Wąskiej wzdłuż potoku na Niżnią Łąkę. Czas przejścia: 30 min w obie strony
  – żółty z Niżniej Łąki przez Dolinę Raczkową, Rozdroże pod Klinem, Dolinę Zadnią Raczkową i Starorobociańską Przełęcz na Kończysty Wierch. Czas przejścia: 4:30 h, ↓ 3:15 h